# Symphytognatha ulur
Espèce
Symphytognatha ulur est une espèce d'araignées aranéomorphes de la famille des Symphytognathidae.

## Distribution
Cette espèce est endémique de Nouvelle-Guinée.

## Publication originale
- Platnick, 1979 : A new Symphytognatha from New Guinea (Araneae, Symphytognathidae). Bulletin of the British Arachnological Society, vol. 4, p. 337-338.